# Doramitzi González
Doramitzi González Hernández (Morelia, 3 de enero de 1983) es una deportista mexicana que compitió en natación adaptada. Ganó once medallas en los Juegos Paralímpicos de Verano entre los años 2000 y 2008.

## Palmarés internacional
| Juegos Paralímpicos | Juegos Paralímpicos | Juegos Paralímpicos | Juegos Paralímpicos |
| Año                 | Lugar               | Medalla             | Prueba              |
| ------------------- | ------------------- | ------------------- | ------------------- |
| 2000                | Sídney (Australia)  | Medalla de oro      | 50 m libre S6       |
| 2000                | Sídney (Australia)  | Medalla de oro      | 100 m espalda S6    |
| 2000                | Sídney (Australia)  | Medalla de plata    | 100 m libre S6      |
| 2000                | Sídney (Australia)  | Medalla de bronce   | 50 m mariposa S6    |
| 2004                | Atenas (Grecia)     | Medalla de oro      | 50 m libre S6       |
| 2004                | Atenas (Grecia)     | Medalla de oro      | 100 m libre S6      |
| 2004                | Atenas (Grecia)     | Medalla de oro      | 400 m libre S6      |
| 2004                | Atenas (Grecia)     | Medalla de plata    | 50 m mariposa S6    |
| 2004                | Atenas (Grecia)     | Medalla de bronce   | 100 m espalda S6    |
| 2008                | Pekín (China)       | Medalla de plata    | 50 m libre S6       |
| 2008                | Pekín (China)       | Medalla de bronce   | 100 m libre S6      |